# Julius Ziegler (Chemiker)

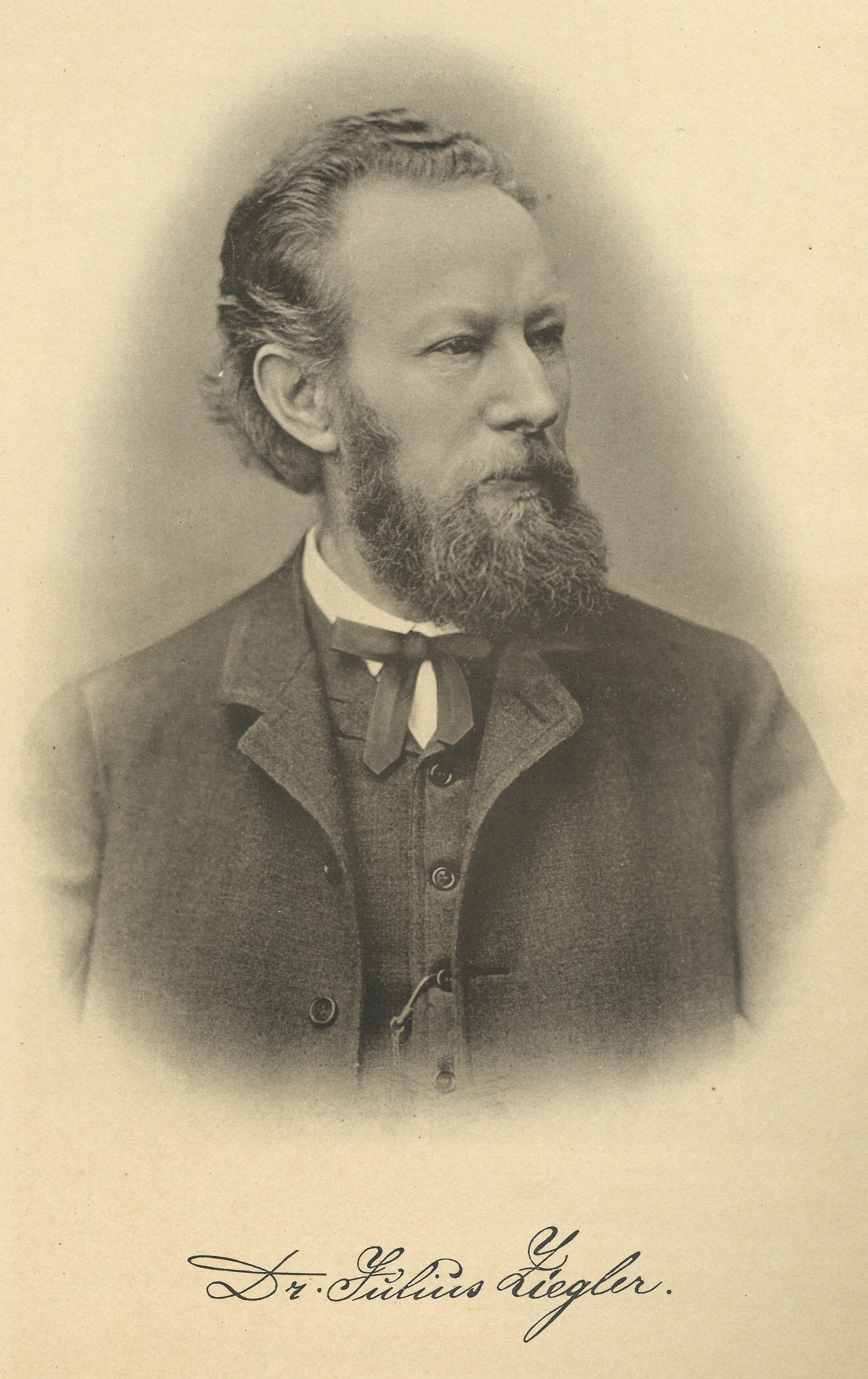
Julius Ziegler

Julius Ziegler (* 25. Oktober 1840 in Frankfurt am Main; † 25. September 1902 ebenda) war ein deutscher Meteorologe und Chemiker.

## Leben und Wirken
Ziegler wurde als Sohn des Kaufmanns Jakob Friedrich Ziegler und dessen Ehefrau Ernestine Ziegler, geb. Hoffmann, geboren. Die Eltern starben früh und hinterließen Ziegler ein Vermögen, das ihm ermöglichte, sich auf ein Studium der Naturwissenschaften zu konzentrieren. Sein Onkel war der Botaniker Hermann Hoffmann, der Zieglers Interesse an Biologie weckte.
Nach dem Besuch des Städtischen Gymnasiums in Frankfurt studierte er von 1860 bis 1865 an den Universitäten in Gießen, Berlin, Heidelberg, Marburg sowie Leipzig Chemie und andere Naturwissenschaften. Von 1864 bis 1865 war Ziegler Assistent bei Hermann Kolbe in Marburg, 1865 promovierte er in Leipzig.
Als er sich 1866 in Frankfurt niederließ, richtete er sich ein chemisches Laboratorium in seinem Wohnhaus ein, widmete sich schnell aber auch meteorologischen und pflanzenphänologischen Studien. Durchgehend von 1867 bis 1902 erhob Ziegler zu 160 Spezies phänologische Daten, bei Abwesenheit wurden diese Daten durch seine Ehefrau Johanna Ziegler, geb. Kleyer erhoben. Ziegler hatte sie 1875 geheiratet.
Ziegler war aktives Mitglied in mehreren Vereinen, darunter dem Physikalischen Verein und der Senckenberg Gesellschaft für Naturforschung. Er war beteiligt an der Gründung der Frankfurter Chemischen Gesellschaft. Ab 1870 gehörte er der meteorologischen Abteilung des Physikalischen Vereins, dem „meteorologischen Comité“ an. Ziegler setzte sich für ein eigenes Gebäude des Physikalischen Vereins ein, förderte einen Neubau durch Entwurf eigener Pläne und später, gemeinsam mit seiner Ehefrau, mit Spenden auch finanziell.
Die meteorologische Abteilung des Vereins leitete Ziegler über 20 Jahre. Unter seinem Vorsitz wurde die meteorologische Station Teil des Beobachtungsnetzes der Deutschen Seewarte. Regelmäßig veröffentlichte er seine meteorologischen und phänologischen Daten in den Jahresberichten des Physikalischen Vereins. Dabei arbeitete Ziegler eng mit Walter König zusammen.
In der Senckenberg Gesellschaft für Naturforschung gehörte Ziegler unter anderem dem Revisionsausschuss der Senckenbergischen Bibliothek an und regte deren Neuorganisation an. Aufgrund seiner Kenntnisse der klimatischen Verhältnisse von Frankfurt wurde Ziegler Mitglied im städtischen Gesundheitsrat und war dort unter anderem mit dem Grundwasserhaushalt sowie den städtischen Brunnen befasst.
Kurz vor seinem Tod wurde Ziegler 1902 aufgrund seiner wissenschaftlichen Verdienste der Professorentitel verliehen. Er starb im September 1902 an den Folgen einer Lungenentzündung.

## Ehrungen
Aufgrund der Spende für das Gebäude des Physikalischen Vereins wurden er und seine Ehefrau Johanna Ziegler zu Ewigen Mitgliedern des Vereins ernannt. 1895 wurde Ziegler zusätzlich zum Ehrenmitglied des Vereins ernannt.
Im Jahr 1907 wurde vom Physikalischen Verein ein Ballon zu wissenschaftlichen Zwecken im Bereich der Meteorologie und Atmosphärenforschung angeschafft, der den Namen Ziegler trug. 1909 legte der Ballon während der Internationalen Luftschiffahrt-Ausstellung seinen 100. Flug zurück.
Eine von Hermann Theodor Geyler entdeckte fossile Flechte trägt den Namen Imbricaria Ziegleri.

## Werke (Auswahl)
- Pflanzenphänologische Karte der Umgegend von Frankfurt a. M. In: Bericht der Senckenbergischen Naturforschenden Gesellschaft 1873/74.
- Ueber phänologische Beobachtungen und thermische Vegetationsconstanten. In: Bericht der Senckenbergischen Naturforschenden Gesellschaft 1878/79.
- Thierphänologische Beobachtungen zu Frankfurt a. M. In: Bericht der Senckenbergischen Naturforschenden Gesellschaft 1892/93.
- Storchnester in Frankfurt a. M. und dessen Umgebung. Mit einer Karte. In: Bericht der Senckenbergischen Naturforschenden Gesellschaft 1893/94.
- Julius Ziegler, Walter König: Das Klima von Frankfurt a. M. (1896).
- Stündliche meteorologische Beobachtungen, angestellt in Frankfurt a. M. und seiner Umgebung, im Jahre 1827. In: Jahresbericht des Physikalischen Vereins zu Frankfurt am Main für das Rechnungsjahr 1882–1883.
- Ueber Peter Meermanns Lufttemperaturbeobachtungen. In: Jahresbericht des Physikalischen Vereins zu Frankfurt am Main für das Rechnungsjahr 1883–1884.
- Niederschlagsbeobachtungen in der Umgegend von Frankfurt a. M. nebst einer Regenkarte der Main- und Mittelrhein-Gegend 1884/85. In: Jahresbericht des Physikalischen Vereins zu Frankfurt am Main für das Rechnungsjahr 1884–1885.